# Itajara goliat
Itajara goliat (Epinephelus lanceolatus) – ryba drapieżna z rodziny strzępielowatych.

## Występowanie
Występuje na przybrzeżnych wodach w wodach Oceanu Indyjskiego oraz Pacyfiku. Można go zaobserwować na rafach od Morza Czerwonego do zatoki Algoa, u wybrzeży RPA oraz na Hawajach i wysp Pitcairn. Spotykana także jest wzdłuż wybrzeży Japonii oraz zatoki Perskiej.

## Charakterystyka
Dorasta do 2,7 m długości oraz 600 kilogramów wagi. Występuje głównie wśród raf koralowych, gdzie łatwiej jest zdobyć pożywienie. Zaopatrzona jest w mocne szczęki, które mają 2 lub 3 rzędy zębów. Jest jednym z nielicznych gatunków z gromady ryb kostnoszkieletowych, które na równi z rekinami, bezpośrednio zagrażają rozbitkom oraz kąpiącym się.
Młode osobniki są zwykle żółte z czarnymi paskami na ciele.